# Hieracium crinosum
Hieracium crinosum es una especie de planta con flor del género Hieracium, de la familia Asteraceae, orden Asterales.

## Distribución
Hieracium crinosum se distribuye por Islandia.

## Taxonomía
Fue descrita científicamente por Omang. Fue publicada en Fl. Iceland: 153 (1934).